# Роберт Калп
Роберт Калп (англ. Robert Culp; 16 серпня 1930 — 24 березня 2010) — американський актор.

## Біографія
Роберт Мартін Калп народився 16 серпня 1930 року в місті Окленд, штат Каліфорнія. Син юриста Крозі Калпа і Бетель Коллінз, яка працювала у хімічній компанії. У дитинстві заробляв гроші як карикатурист для журналів і газет. Навчався у середні школи Берклі, яку закінчив в 1947 році. Навчався в університеті Вашингтона у Сент-Луїсі, приватному Університеті Пасифік в Стоктоні. Виступав в деяких театрах у Сан-Франциско, а потім переїхав до Нью-Йорка в 1951 році, де почав виступати на Бродвеї.
Став відомим завдяки знімання у телесеріалі «Trackdown», де він грав техаського рейнджера Гобі Гілмана. Після завершення багатосерійного вестерна в 1959 році Роберт продовжив зніматися на телебаченні, як запрошена зірка у серіалах. З 1965 по 1968 рік Калп грав секретного агента Келлі Робінсона в серіалі «Я шпигун». З 1981 по 1986 рік грав агента ФБР Білла Максвелла у фантастичному серіалі «Найбільший американський герой».
Крім роботи на телебаченні Калп також знімався у багатьох фільмах. Він почав з трьох картин 1963 року: військовий фільм «PT 109», вестерн Гершела Догерті «The Raiders» і романтична комедія «Неділя в Нью-Йорку». У 1969 році Роберт грає у комедії режисера Пола Мазурскі «Боб і Керол, Тед і Еліс» про сексуальні експерименти двох подружніх пар. Зіграв роль стрільця Томаса Лютера Прайса у вестерні Берта Кеннеді «Ганні Колдер» (1971). Через рік вже разом з Біллом Косбі знявся в трилері «Хіккі і Боггс» (1972), для якого Калп виступив ще й у ролі режисера.
За своє життя Калп був одружений п'ять разів: Ілейн Керролл (23 вересня 1951—1956); Ненсі Аш (29 травня 1957 — 22 вересня 1966) від якої народилися троє синів Джозеф, Джошуа, Джейсон і дочка Рейчел; Франс Нуєн (9 грудня 1967 — 10 листопада 1970); Шейла Салліван (25 грудня 1971 — 14 грудня 1981); Кендіс Фолкнер (31 грудня 1981 — 24 березня 2010) від якої народилася дочка Саманта.
24 березня 2010 під час прогулянки біля свого будинку в Голлівуді Калп впав і сильно вдарився головою. Він був доставлений в одну з клінік Лос-Анджелеса, де і помер у віці 79 років.

## Фільмографія
| Рік       |    | Українська назва               | Оригінальна назва                                 | Роль                                                     |
| --------- | -- | ------------------------------ | ------------------------------------------------- | -------------------------------------------------------- |
| 1971      | ф  | Ганні Колдер                   | Hannie Caulder                                    | Томас Лютер Прайс                                        |
| 1972      | ф  | Хіккі і Боггс                  | Hickey & Boggs                                    | Френк Боггс                                              |
| 1985      | ф  | Турок 182                      | Turk 182!                                         | мер Тайлер                                               |
| 1986      | тф | Гладіатор                      | The Gladiator                                     | лейтенант Френк Мейсон                                   |
| 1989      | в  | Тиха ніч, смертельна ніч 3     | Silent Night, Deadly Night III: Better Watch Out! | лейтенант Коннелі                                        |
| 1990      | с  | Золоті дівчата                 | The Golden Girls                                  | Саймон (епізод "Like the Beep Beep Beep of the Tom Tom") |
| 1991      | ф  |                                | Timebomb                                          | містер Філліпс                                           |
| 1993      | ф  | Досьє Пелікан                  | The Pelican Brief                                 | Президент США                                            |
| 1994      | с  | Няня                           | The Nanny                                         | Стюарт Бебкок (епізод "Ode to Barbra Joan")              |
| 1995      | ф  | Пантера                        | Panther                                           | Чарльз Гаррі                                             |
| 1995      | ф  | Екстро 3: Прокляття небес      | Xtro 3: Watch the Skies                           | майор Гуардіно                                           |
| 1996      | ф  | Невинищений шпигун             | Spy Hard                                          | бізнесмен                                                |
| 1996      | в  | Найманець                      | Mercenary                                         | МакКлін                                                  |
| 1996—2004 | с  | Усі люблять Реймонда           | Everybody Loves Raymond                           | Воррен Вілан (11 епізодів)                               |
| 1997      | ф  | Особливо небезпечний злочинець | Most Wanted                                       | Дональд Бікхарт                                          |
| 1998      | с  | Конан                          | Conan the Adventurer                              | король Вог (епізод "Red Sonja")                          |
| 2000      | ф  | Прощавай, любове моя           | Farewell, My Love                                 | Майкл Рейлі                                              |
| 2000      | с  | Чиказька надія                 | Chicago Hope                                      | Бенджамін Квін (епізод "Devoted Attachment")             |
| 2003      | с  | Мертва зона                    | The Dead Zone                                     | Джеффрі Гріссом (епізод "The Man Who Never Was")         |
| 2004      | вг | Half-Life 2                    | Half-Life 2                                       | доктор Воллес Брін                                       |
| 2005      | ф  | Санта-кілер                    | Santa's Slay                                      | дід                                                      |
| 2006      | вг | Half-Life 2: Episode One       | Half-Life 2: Episode One                          | доктор Воллес Брін                                       |